# Octolepis aymoniniana
Octolepis aymoniniana är en tibastväxtart som beskrevs av Z.S.Rogers. Octolepis aymoniniana ingår i släktet Octolepis och familjen tibastväxter. Inga underarter finns listade i Catalogue of Life.